# Заграва (фільм)
Заграва — українська психологічна детективна драма режисера Валерія Рожко за однойменним романом Віктора Веретенникова. У фільмі немає зовсім павільйонних зйомок. Всі зйомки проходили на природі у лісах Житомирщини, на київському іподромі та Кончі Заспі. Прем'єра фільму пройшла 1 квітня 2011 року в домі кіно НСКУ. Призер Ялтинського кінофестивалю — найкращий ігровий фільм. Учасник «Кінотавр» 2011 року.

## Опис
Незадовго до розпаду СРСР з молодих хлопців збиралися будзагони і посилалися в Сибір на прокладку ліній електропередач. Саме там головний герой на ім'я Сашко закохується в Дарину.
Після закінчення робіт будзагін з Дариною виїхав з тайги, Сашко ж вирішив залишитися заробляти гроші. Через 20 років подорослішав та розбагатівши, ставши олігархом, якого оточення стало називати Олександром Великим, повертається додому. 
Він закохується в журналістку Надю, яку виграє в карти, і фінансує її телепередачі. Сама ж дівчина кохає молодого хлопця телеоператора, який з нею працює разом. Олігарх нічого не може зробити для того, щоб Надя відмовилася від коханого, і вирішує вбити його. За задумом, померти хлопець повинен на іподромі.

## У ролях
| Актор                | Роль                    |
| -------------------- | ----------------------- |
| Ганна Горшкова       | Головна роль            |
| Олег Гущін           | Головна роль            |
| Ніл Кропалов         | Головна роль            |
| Валерій Легін        |                         |
| Ольга Лук'яненко     | Руся Балунова           |
| Ніна Ніжерадзе       | Капа                    |
| Олексій Смолка       | Акула                   |
| Анжеліка Вольська    |                         |
| Тамара Яценко        |                         |
| Євген Паперний       |                         |
| Петро Бенюк          |                         |
| Катерина Величко     |                         |
| Юрій Євсюков         |                         |
| Олексій Цуркан       | Колька                  |
| Валентин Касьян      | охоронець Леонід        |
| Валерій Сковронський | охоронець Валентин      |
| Роман Лук'янов       | омонівець               |
| Віктор Веретенников  | епізод (Немає в титрах) |
| Радислав Пономаренко | епізод                  |

## Український дубляж
За повідомленням українських ЗМІ для фільму також було створено український дубляж.